# Сили спеціальних операцій армії США
Сили спеціальних операцій армії США (англ. United States Army Special Forces) — активний та резервний компоненти сил спеціальних операцій сухопутних військ США, які об'єднуються під загальним керівництвом Командування спеціальних операцій армії США для виконання різнорідних спеціальних операцій. Сили спеціальних операцій армії США носять назву «зелені берети», через головний убір — берет зеленого кольору, який є відмітною особливістю даного роду військ США.
На сили спеціальних операцій сухопутних військ покладаються 6 основних завдань:
- ведення нетрадиційних бойових дій,
- забезпечення і підготовка військових формувань дружних іноземних держав,
- спеціальна розвідка,
- прямі бойові дії,
- врятування заручників, та
- контртерористична діяльність.

Інші напрямки діяльності ССО армії США є проведення бойового пошуку та врятування (CSAR), забезпечення безпеки, миротворчі операції, гуманітарні операції, гуманітарне розмінування, контроль за розповсюдженням зброї масового ураження, психологічні операції, допомога органам правопорядку в розшукові злочинців, терористів, кримінальних лідерів та боротьбі з обігом наркотиків Більшість з цих спеціальних операцій проводиться в умовах цілковитої секретності, проте основні документи та настанови, що стосуються підготовки, планування та концептуальних основ проведення такого роду операцій мають вільний обіг..

## Історія
Історія підрозділу починається з 1952 року із формування особливої групи зі співробітників створеного під час Другої Світової війни Управління стратегічних служб і ЦРУ. Спочатку група складалася всього з десяти осіб і займалася вивченням досвіду англійської Спеціальної Повітряної Служби в області диверсійних і розвідувальних дій. Місцем базування групи була обрана база в Форті Брег, штат Північна Кароліна. Неофіційним знаком підрозділу став берет темно-зеленого кольору.
Впродовж довгого часу армійське командування недооцінювало перспективи цього підрозділу, крім того, негативному відношенню військових сприяли приналежність і підпорядкування групи — її службовці були співробітниками ЦРУ і діяли більше в інтересах Управління, ніж армії. Роздратування військових викликав і нестатутний елемент форми — зелений берет. Дійшло до того, що в 1956 році комендант бази Форт Брег офіційно заборонив носіння берета, проте службовці спеціальної групи (тоді їх було вже кілька сотень) продовжували його носити.
Ситуація змінилася з приходом у Білий дім президента Джона Кеннеді. У 1961 році він наказав збільшити штат «зелених беретів» і готувати їх до концепції партизанських і антипартизанських воєн. Своє бачення цієї концепції Кеннеді виклав у виступі перед випускниками Військової академії Вест-Пойнт у червні 1962. За його словами, сучасні війни стають війнами диверсій і засідок, інфільтрацій та партизанщини. Саме такими методами діяли соціалісти в Африці і Південно-Східній Азії, і саме так прийшов до влади на Кубі Фідель Кастро. Кеннеді заявляв, що у США повинні бути підрозділи, здатні вести партизанські і, що ще важливіше, антипартизанські дії в будь-якій точці світу. Він збільшив фінансування нового спецназу і неодноразово відвідував Форт Брег. З подачі президента зелені берети стали офіційним елементом уніформи і ознакою фахівців-диверсантів.
Кеннеді був президентом-інтелектуалом, і під його впливом «зелені берети» стали справжньою культурною елітою збройних сил США — спецназівці зобов'язані були не просто розбиратися в тактиці диверсій і розвідки, а й знати іноземні мови та культурні особливості країн, у яких їм належало діяти. Саме серед «зелених беретів» з'явилися перші підрозділи психологічної війни, що використовують культурно-психологічні особливості та традиції різних народів. Перше бойове хрещення «зелені берети» отримали у Південному В'єтнамі і Африці.
Відтоді «зелені берети» брали участь в усіх війнах і військових конфліктах, до яких мали відношення США. Станом на 2012 рік їх підрозділи діяли в Іраку, Афганістані, у країнах Латинської Америки (боротьба з наркобаронами), а також працюють радниками та інструкторами на Філіппінах, в Південно-Східній Азії (Таїланд) і на Близькому Сході (Пакистан, Саудівська Аравія, Арабські Емірати).

## Структура сил спеціальних операцій армії США

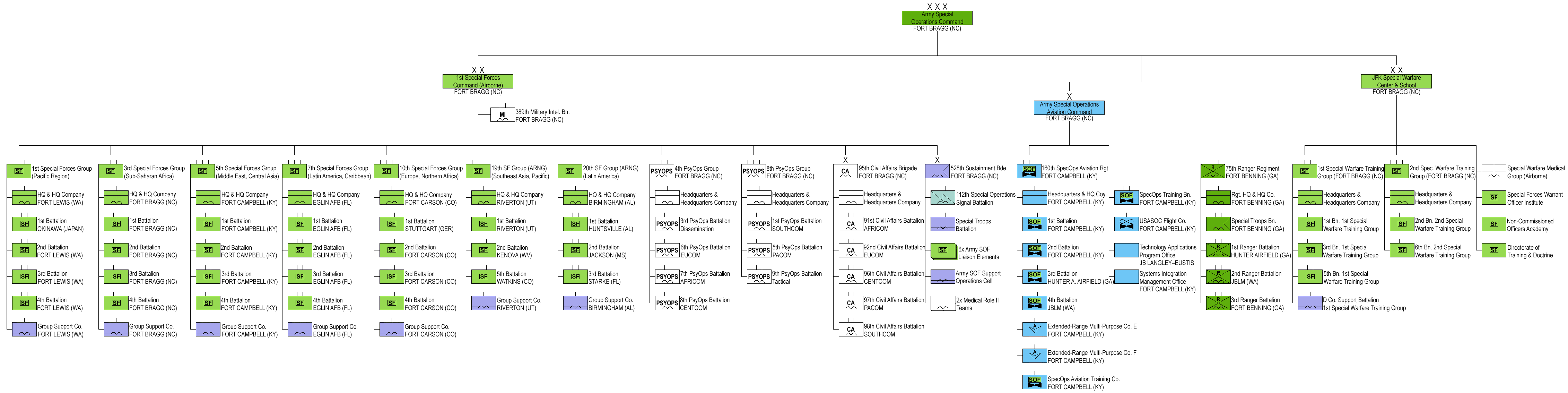
Організаційно-штатна структура сил спеціальних операцій армії США

Підрозділи «зелених беретів» організаційно зведені в сім груп — п'ять у складі Армії США і дві у складі Національної Гвардії. Армійські групи розподілені відповідно до зон відповідальності:
— 1-ша (базується на об'єднаній військовій базі Льюїс-Маккорд, Такома, Вашингтон і на о. Окінава, Японія) — діє в південноазійському регіоні 
— 3-тя (Форті Брегг, Північна Кароліна) — Центральна і Південна Африка
— 5-та (Форт Кемпбелл, Кентуккі) — Близький і Середній Схід, Північна Африка
— 7-ма (Форт Брег і форт Форті Девіс, Панама) — Латинська Америка і країни Карибського басейну
— 10-та (Форті Девенс, Масачусетс і Штутгарт, Німеччина) — Європа, у тому числі Росія.
Кожна група спеціального призначення складається зі штабу, трьох батальйонів спецназу і групи обслуговування, у функції якої входять розвідка, зв'язок і тилове забезпечення. До 2012 року в складі груп сухопутних військ буде додатково розгорнуто по четвертому батальйону спецназу.

## Оперативний загін «А»
Основний бойовий підрозділ сил спеціальних операцій — це оперативний загін (команда) «А». Оперативний загін складається з 12 бійців, кожен з яких має певну функцію, однак всі військовослужбовці проходять перехресне навчання і опановують суміжні спеціальності: командир (капітан), фахівець з технічного обслуговування (уорент-офіцер), сержант-фахівець з оперативних і тактичних питань (майстер-сержант), сержант-помічник з оперативних питань і розвідки (сержант 1-го класу), два сержанти-спеціалісти по зброї та амуніції (сержант 1-го класу і штаб-сержант), два сержанти-інженери (сержант 1-го класу і штаб-сержант), два сержанти-медики (сержант 1-го класу і штаб -сержант), два сержанти-зв'язківці (сержант 1-го класу і штаб-сержант).
Такий загін може діяти в районі площею до 1000 квадратних кілометрів. Всього на базі однієї групи «зелених беретів» може бути розгорнуто близько 60 розвідувально-диверсійних загонів типу «А».

## Підготовка зелених беретів

### Перший етап— оцінка та відбір кандидатів
Триває три тижні, розроблений для відбору найбільш сильних і витривалих кандидатів. Заяви на прийом в «зелені берети» можуть подавати тільки американські військовослужбовці, що вже мають досвід стрибків з парашутом. Всіх хто подав заявки направляють до Центру та Школи спеціальної війни імені Дж. Кеннеді в Форті Брег. Протягом усього етапу їм заборонено будь-яке спілкування із зовнішнім світом. Це необхідно для того, щоб із числа кандидатів відібрати найбільш психологічно підготовлених і стійких. Далі проходить медична комісія, перевірка фізичної підготовки і знову комісія, що перевіряє фізичні якості кандидата, його стан після навантажень. За результатами виконання ряду тестів: плавання, біг, смуга перешкод, марш-кидки, орієнтування на місцевості — оцінна комісія вирішує, кого з кандидатів допустити до наступної фази цього етапу, на якій оцінюються психологічні якості бійців. З усіх кандидатів лише близько сорока відсотків успішно виконують всі нормативи, решта повертається у свої військові частини для продовження служби.

### Другий етап— кваліфікаційний курс
Кандидати, які пройшли перший етап, повинні вибрати для себе один з чотирьох кваліфікаційних курсів, який вивчатимуть поглиблено протягом 5-6 місяців:
— MOS18В — озброєння і амуніція;
— MOS18C — інженерна підготовка;
— MOS18D — військова медицина і перша допомога;
— MOS18E — засоби зв'язку.
Кожен кандидат вивчає всі спеціальності незалежно від обраного напрямку. Після закінчення першого етапу військовослужбовці повертаються в свої частини і чекають повідомлення про переведення в сили спецпризначення. В ході кваліфікаційного курсу, тривалістю 5-6 місяців, курсанти вивчають нові спеціальності, удосконалюються в області виживання та орієнтування, фізичної та вогневої підготовки. В кінці цього курсу проводяться цільові навчання в результаті яких виявляють реальні здібності курсантів та їх придатність.

### Третій етап— вивчення мов
Залежно від складності мови курс займає від 17 до 23 тижнів. Основна увага приділяється усному мовленню, сприйняттю іноземної мови на слух і вивченню військової термінології. По закінченні курсу спецназівці направляються на стажування до групи по своїй мовній спеціалізації. Після навчання в Форті Брег «зелені берети» відправляються в бойові підрозділи, де зможуть знайти застосування своїм навичкам, отриманим в центрі. Але раз на рік бійці проходять короткочасні збори, де здають тести, що підтверджують їх профпридатність і вивчають новинки військової техніки. Стежити за рівнем своєї політичної підготовки і за обізнаністю світових новин «зелені берети» зобов'язані самостійно.